# Cornus torreyi
Cornus torreyi — вид квіткових рослин з родини деренових (Cornaceae).

## Біоморфологічна характеристика
Цей кущ виростає приблизно до 3.5 метра. Листя зелене, яйцеподібної форми. Колір квітки білий; ягоди також білі.

## Поширення
Схід Північної Америки від Аляски до Нижньої Каліфорнії.